# Das kranke Kind
Das kranke Kind (norwegisch Det syke barn) ist ein Gemälde des norwegischen Malers Edvard Munch. In dem Bild verarbeitete Munch die Tuberkuloseerkrankung und den Tod seiner älteren Schwester Sophie (1862–77). Die erste Fassung aus den Jahren 1885/86 gilt als ein früher künstlerischer Durchbruch des Malers. Wie viele seiner Hauptwerke malte Munch das Motiv in späteren Schaffensphasen neu. Bis 1927 entstanden so insgesamt sechs Gemälde sowie weitere Skizzen, Radierungen und Lithografien.

## Bildbeschreibung
In einem Sessel, der schräg ins Bild ragt, sitzt ein rothaariges Mädchen, dessen Unterkörper in eine Decke gehüllt ist, während der Oberkörper durch ein großes weißes Kissen gestützt wird. Sein Blick ist nach rechts abgewandt zu einer Frau, die mit gesenktem Kopf neben ihm sitzt und seine Hand hält. In der starken Helligkeit des Lichtes wirkt das Gesicht des Mädchens beinahe durchsichtig, die Züge sind kaum zu erkennen. Das Gesicht der neben ihm sitzenden Frau bleibt verborgen. Der Bildraum ist vorne begrenzt durch zwei Möbelstücke, die Ecke einer Kommode mit einem Medizinfläschchen und einen Tisch mit halb gefülltem Glas; den Abschluss nach hinten bildet ein Sesselrücken. Rechts bildet ein Fenster den Abschluss des Raumes, links ist er offen. Während sich in der unteren Bildhälfte Möbelstücke und Gegenstände befinden, ist die obere Bildhälfte dem Oberkörper und dem Kopf der beiden Personen vorbehalten. Im Schnittpunkt der Diagonalen des nahezu quadratischen Bildformates halten die beiden Frauen einander an den Händen.
Farblich wird die erste Fassung des Bildes durch grün-graue Töne bestimmt, die mit den unterschiedlichen Rotschattierungen des Haars, der Kommode und der Tischdecke kontrastieren. Durch die besondere Malart, in der zahlreiche dicke, pastose Farbschichten übereinander aufgetragen und wieder abgeschabt und abgekratzt wurden, entsteht ein Grauschleier. Besonders in der oberen Bildhälfte finden sich zahlreiche dieser Kratzspuren, die dem Bild einen reliefartigen Eindruck verleihen. Spätere Fassungen haben zum Teil andere Farbnuancen und wirken allgemein bunter und weniger plastisch. Die Abschabungen sind nun nicht mehr die Folge eines langen, umkämpften Entstehungsprozesses, sondern bewusst eingesetztes Stilmittel und werden in den letzten Bildern durch Pinselstriche abgelöst.

## Interpretation
Nicht nur durch den Bildtitel, auch durch die gesamte Pose und Umgebung wird das Mädchen als von schwerer Krankheit gezeichnet charakterisiert, während die Beistand leistende Frau eine Mutterfigur ist. Das Fenster, dem das kranke Mädchen das Gesicht zuwendet, ist für Munch eine Metapher des Lebens. Doch nicht durch das dunkel gehaltene Fenster dringt das Licht, vielmehr handelt es sich laut Uwe M. Schneede um ein „inneres, bildimmanentes“ Licht, das keinen natürlichen Ursprung besitzt. Das nahezu transparente Gesicht des Mädchens deutet sowohl eine krankhafte Blässe als auch bereits einen Anschein von Transzendenz und Tod an. Die Schlüsselgeste des Bildes ist die Berührung der beiden Hände, in der sich die junge und die ältere Frau begegnen. Doch gerade diese Stelle ist besonders verwischt und abgeschabt, so dass nicht auszumachen ist, ob in der Geste Trost oder Schmerz liegt, ob sie überhaupt stattfindet oder sich die Hände vergeblich suchen.
Hans Dieter Huber sieht in dem Bild eine „universelle Formel für die empathische Anteilnahme des Betrachters“ am Leid einer Mutter an ihrem kranken Kind. Schneede hingegen nimmt trotz der wärmenden Geste eine „Kälteschicht um die Figuren“ wahr, zwischen denen es zu keinem Blickkontakt kommt. Getrennt durch ihre unterschiedliche Lebensperspektive bleiben sie mit ihren Gefühlen alleine. Und auch der Betrachter bleibe, im Gegensatz etwa zur frontalen Sicht auf ein motivähnliches Bild von Munchs norwegischem Landsmann Christian Krohg, von der Szenerie ausgeschlossen. Für Reinhold Heller ist das Bild ein „Versuch, das Schweigen und die Hilflosigkeit im Angesicht von Krankheit und Tod einzufangen“.
Durch eine Reduktion von Details hat Munch sein Motiv laut Øystein Ustvedt von Raum und Zeit gelöst. Er zieht eine Verbindung zu einem anderen Verlustmotiv in der Kunstgeschichte, der Pietà, der Trauer Marias um den Leichnam Jesus, wie sie etwa Michelangelo in der vatikanische Pietà gestaltete. Während Michelangelo in der Darstellung Marias als trauernde Mutter der religiösen die weltliche Dimension hinzufügte, brachte Munch 400 Jahre später eine emotionale Dimension in das Thema des Kindesverlustes ein. In seiner Gestaltung habe er erstmals den Wert der Unmittelbarkeit entdeckt, den Gefühlseindruck, die flüchtige Stimmung. Damit habe er eine Ebene der Wirklichkeit sichtbar gemacht, die über das Faktische und Beobachtbare hinausreiche. Das Bild sei so zu einem der „bemerkenswertesten Beiträge des frühen Modernismus“ geworden.

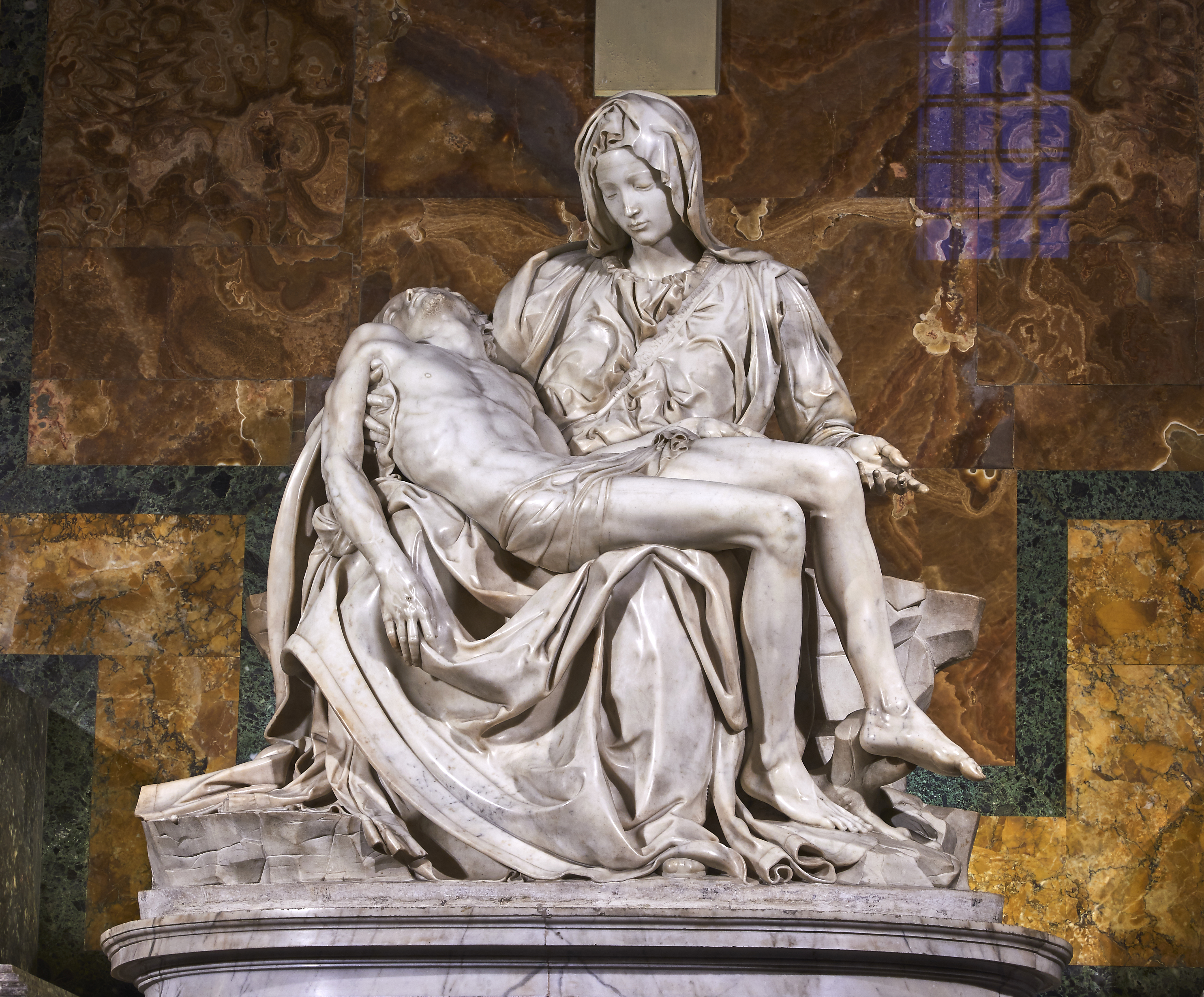
Michelangelo: Vatikanische Pietà (1498–1500,  Petersdom Rom)

## Künstlerische und biografische Einflüsse
Das Motiv eines gegen ein Kissen gelehnten kranken Kindes war zur Entstehungszeit von Munchs Gemälde ausgesprochen populär, so dass dieser selbst in einem Brief von 1933 von einer „Kissenzeit“ sprach. Neben Krohgs Krankes Mädchen (1880/81) ist auch dessen Bild Die Mutter am Bett ihres kranken Kindes (1884) sowie Das sterbende Kind (1882) von Hans Heyerdahl zu nennen, zwei Landsleute, die Munchs frühe Entwicklung beeinflussten. Auch Künstler außerhalb Norwegens griffen das Thema auf, so Ernst Josephson in Genesende (1881) und Michael Ancher in Das kranke Mädchen (1882). Gemein ist allen Werken der ausgeprägte Naturalismus, der jedes Detail des Krankenlagers akkurat festhielt. Munch behauptete allerdings in seinem Brief, dass im Gegensatz zu ihm kein anderer der Maler das Thema „bis zum letzten Schmerzensschrei durchlebt“ habe, da die Arbeit für ihn durch Erinnerung an die eigene Familie bestimmt war.

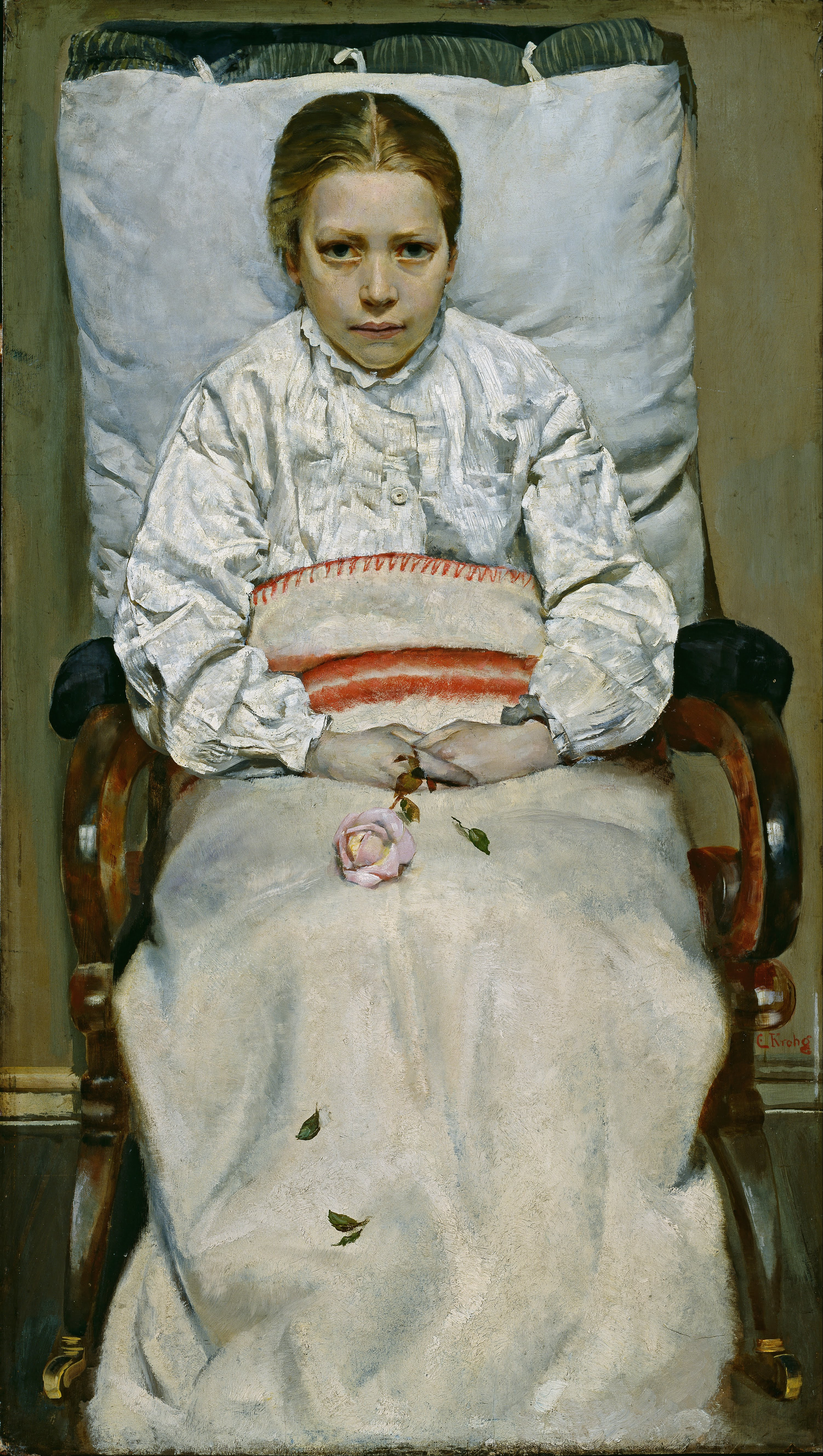
Christian Krohg: Krankes Mädchen (1880/81, Nationalgalerie Oslo)
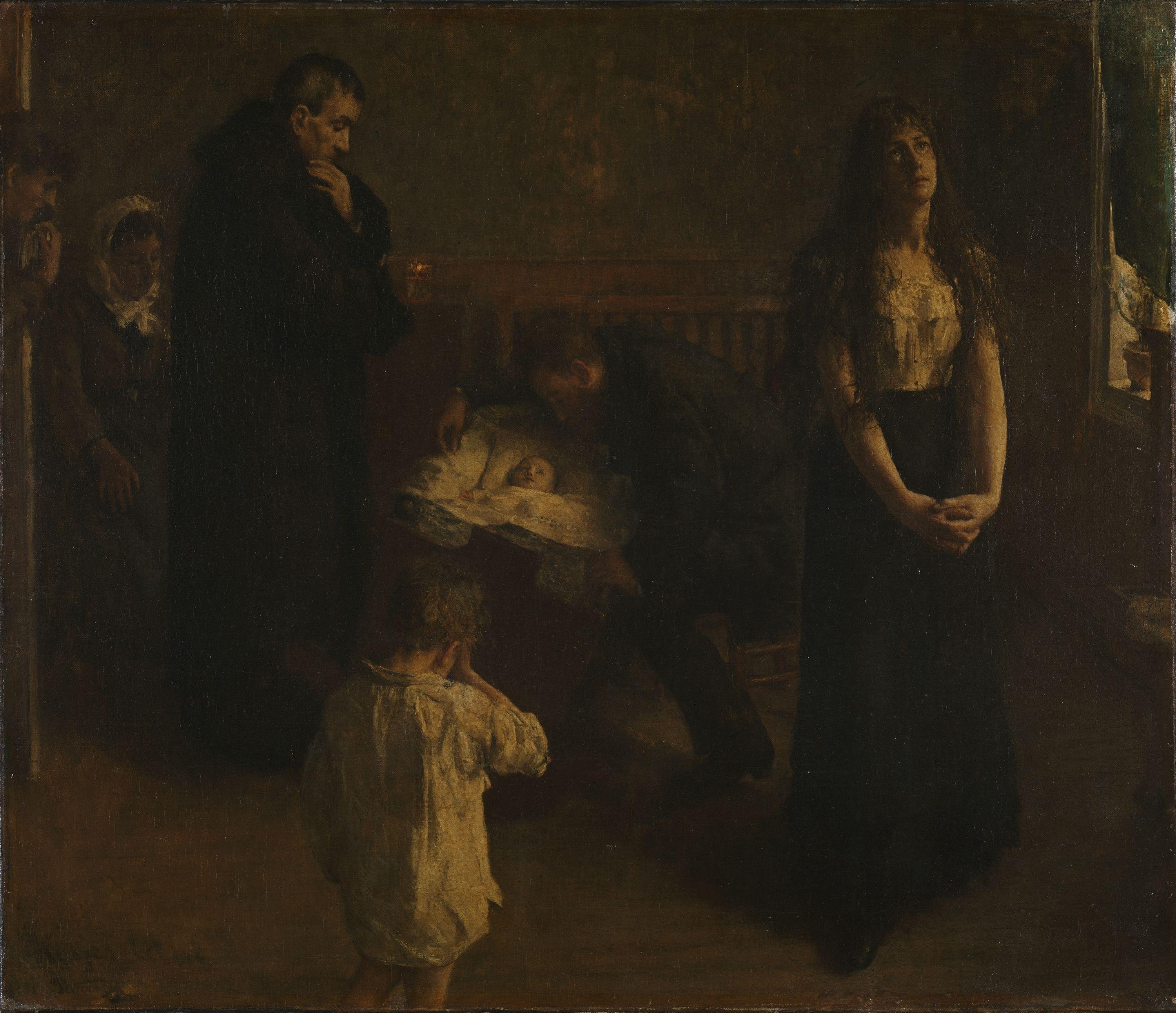
Hans Heyerdahl: Das sterbende Kind (1882, Nationalgalerie Oslo)
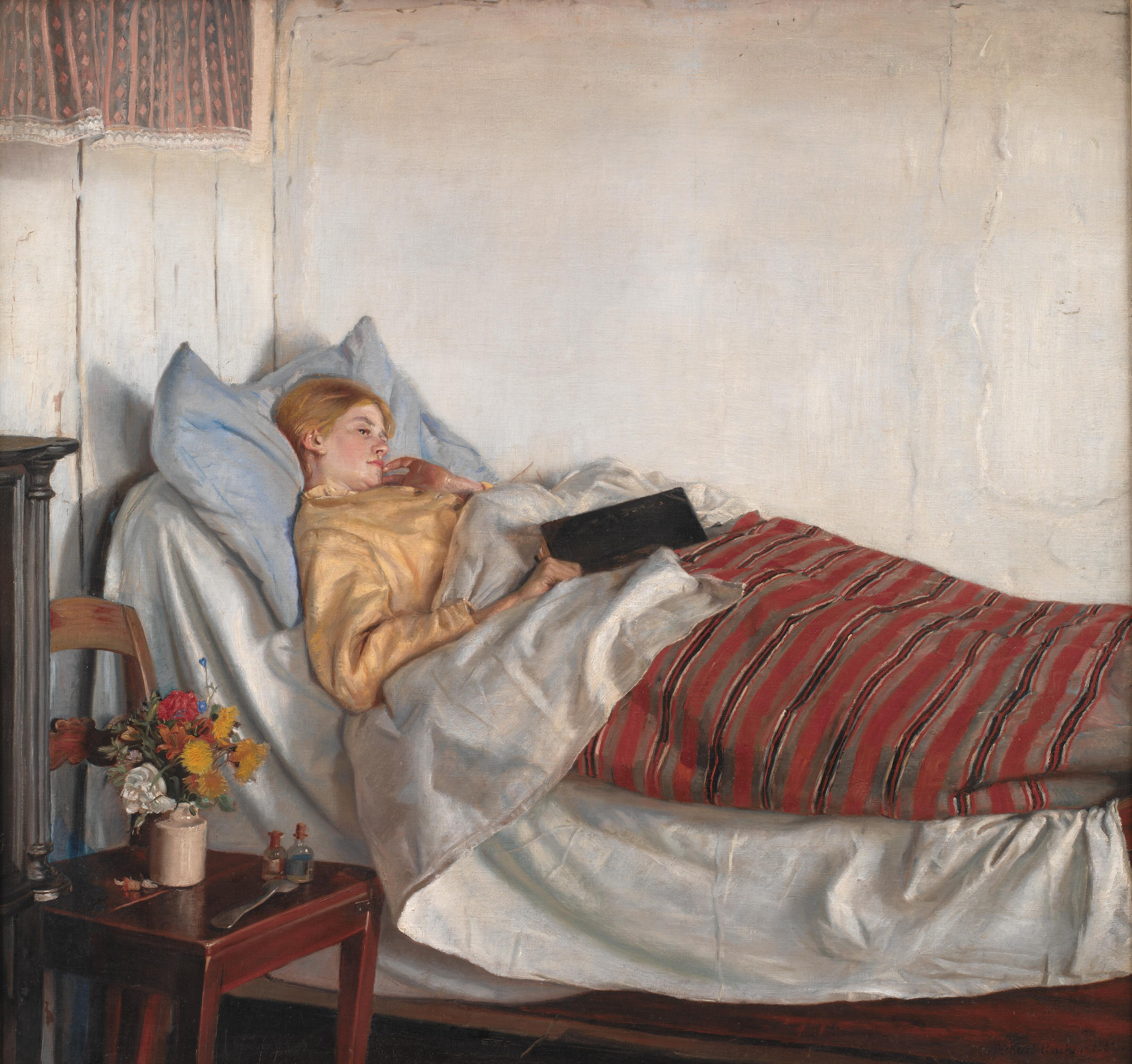
Michael Ancher: Das kranke Mädchen (1882, Statens Museum for Kunst Kopenhagen)

Im Alter von 33 Jahren starb 1868 Munchs Mutter, als er gerade fünf Jahre alt war, an Tuberkulose. 1877 starb Munchs ältere Schwester Sophie mit 15 Jahren an derselben Krankheit. Zwölf Jahre später starb sein Vater. Munch selbst war als Kind schwächlich und häufig krank, seine Kinder- und Jugendzeit wurde von einer beständigen Todesangst überschattet. Er äußerte sich später: „In meinem Elternhaus hausten Krankheit und Tod. Ich habe wohl nie das Unglück von dort überwunden. Es ist auch für meine Kunst bestimmend gewesen.“ In jenem Sessel, in dem das kranke Mädchen im Bild gebettet ist, hätten seine Familienmitglieder „Winter um Winter gesessen und sich nach der Sonne gesehnt – bis der Tod sie holte...“ Für Uwe M. Schneede ist Das kranke Kind so gleichzeitig eine Verarbeitung des Todes der Schwester wie der eigenen Todesangst.
Zur gleichen Zeit wie Das kranke Kind entstanden zwei weitere zentrale Bilder von Edvard Munchs Frühwerk, deren Erstfassungen durch Brände vernichtet wurden und die nur noch in späteren Fassungen erhalten sind: Pubertät und Der Tag danach. Mit diesen drei Bildern spannt Munch laut Hans Dieter Huber einen thematischen Bogen vom Erwachsenwerden, der erwachenden Sexualität bis hin zu Krankheit und Tod. Sie sind damit ein thematischer Vorläufer des Lebensfrieses, der viele von Munchs Hauptwerken umfasst. Neben Das kranke Kind hat sich Munch von 1893 an in zwei weiteren Werkkomplexen mit dem Todesthema beschäftigt: Der Tod im Krankenzimmer und Am Totenbett. Eine Variation des Bildes Das kranke Kind ist Frühling (1889). Allerdings ist dieses Bild aus einer ganz anderen Intention entstanden: Für einen Wettbewerb um die Beteiligung an der Weltausstellung 1889 wollte Munch seine akademischen Fertigkeiten beweisen und verlieh dem Motiv des kranken Mädchens eine hoffnungsvolle, optimistische Note. Laut Reinhold Heller sollte das Bild als „akademisches Renommierstück in naturalistischer Manier und Farbgebung“ die Kritik am früheren Werk beantworten.

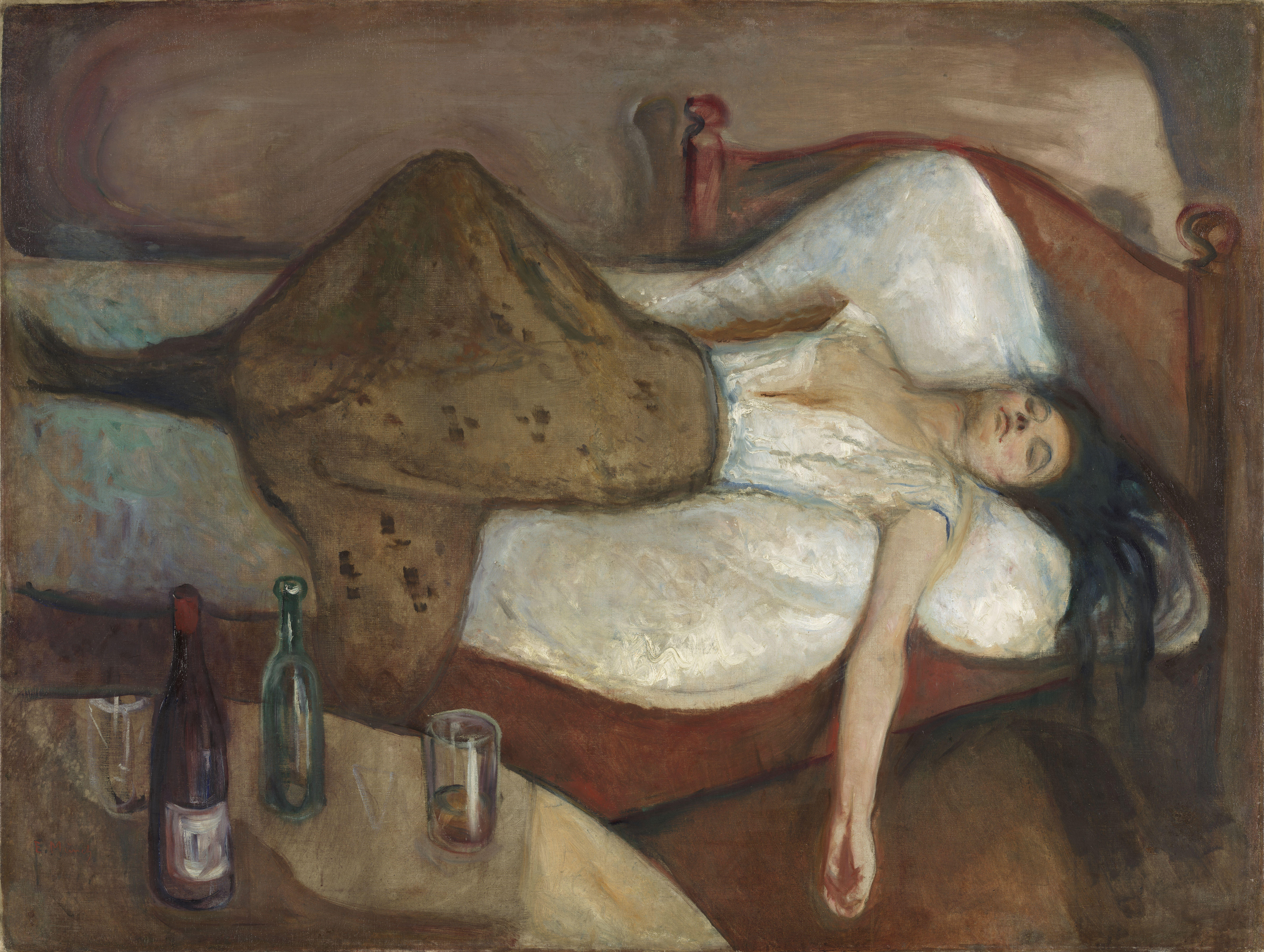
Edvard Munch: Der Tag danach (1894/95, Nationalgalerie Oslo)
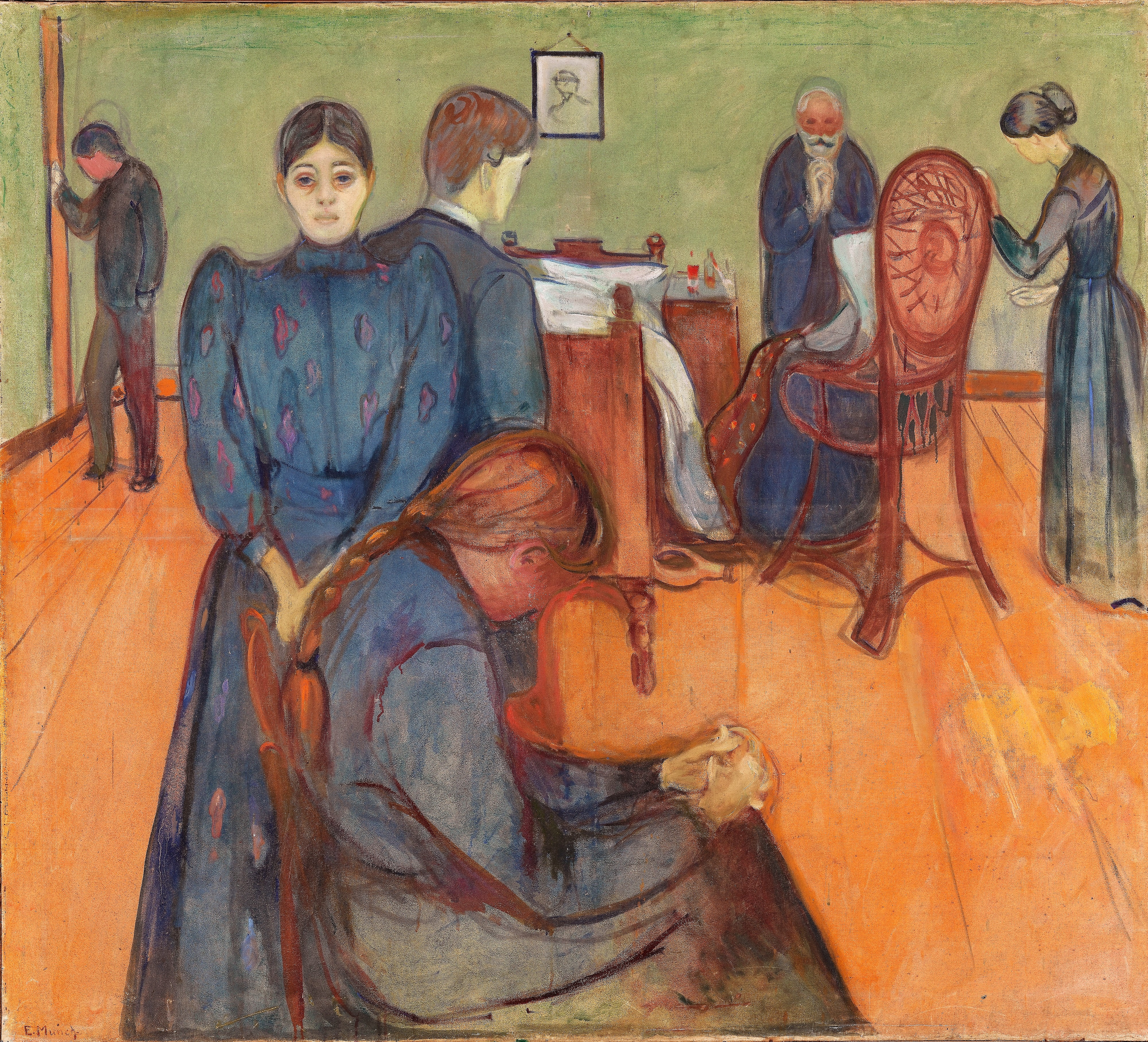
Edvard Munch: Der Tod im Krankenzimmer (1893, Nationalgalerie Oslo)
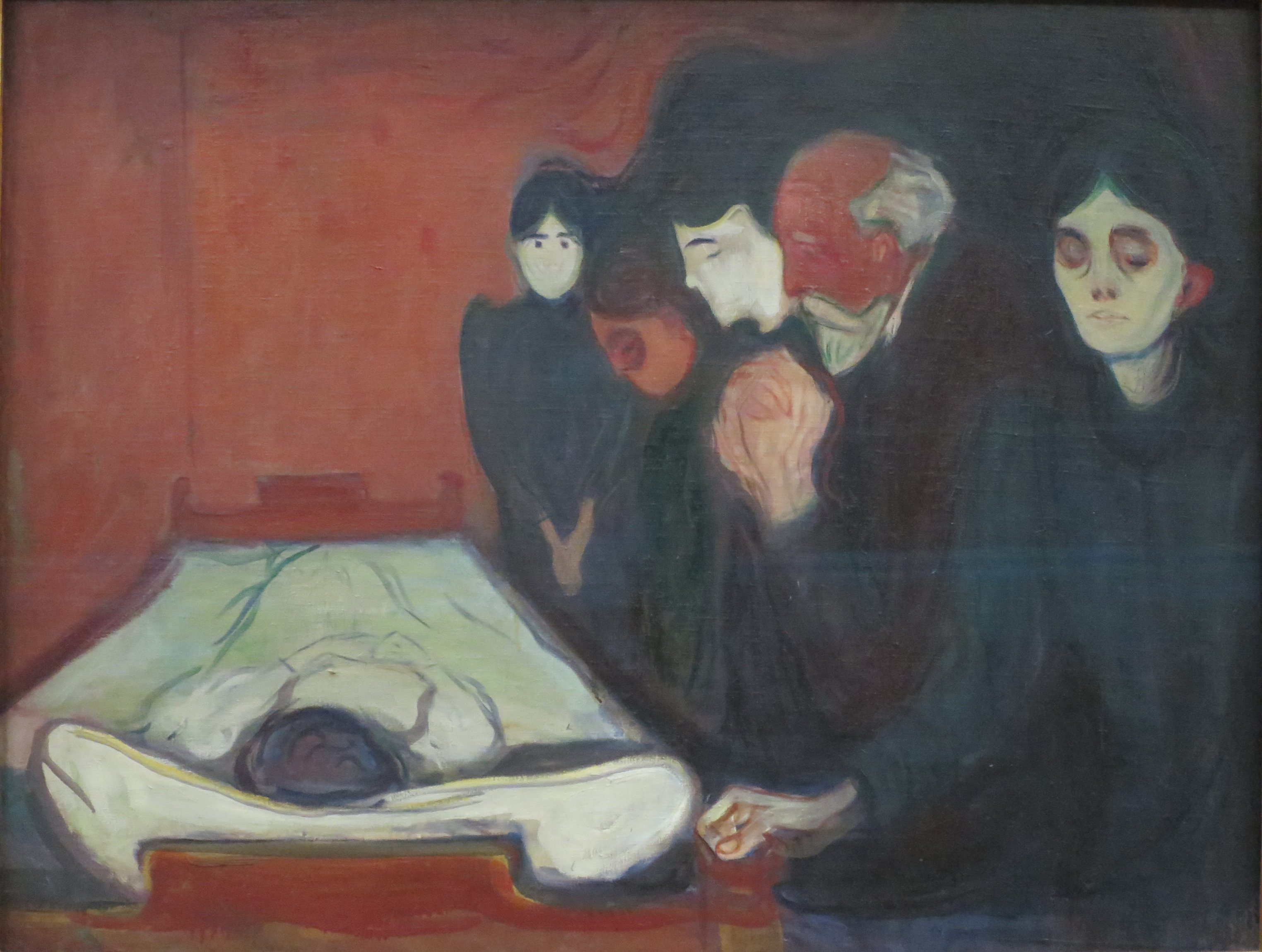
Edvard Munch: Am Totenbett (1895, Kunstmuseum Bergen)
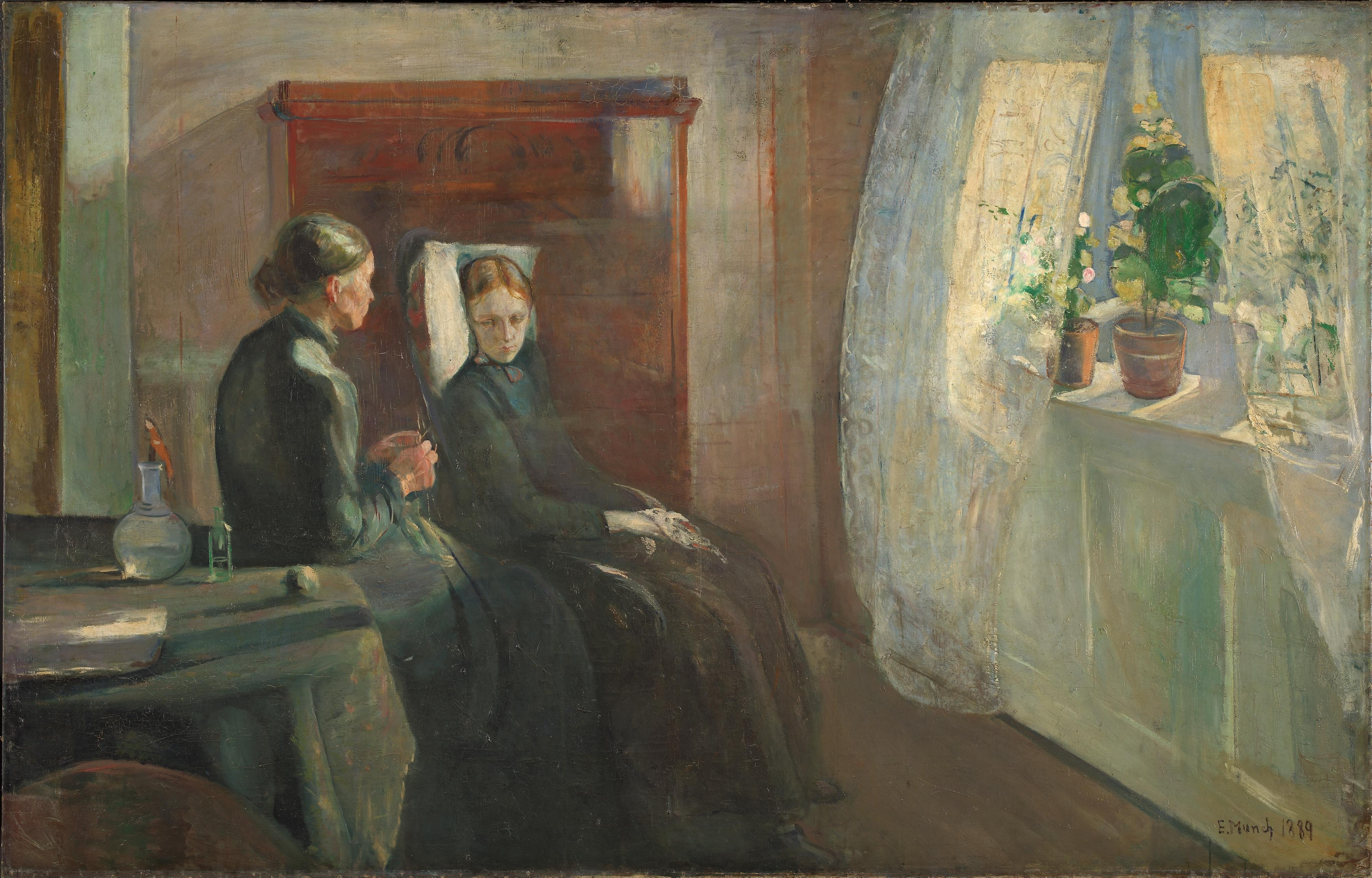
Edvard Munch: Frühling (1889, Nationalgalerie Oslo)

## Werkgeschichte

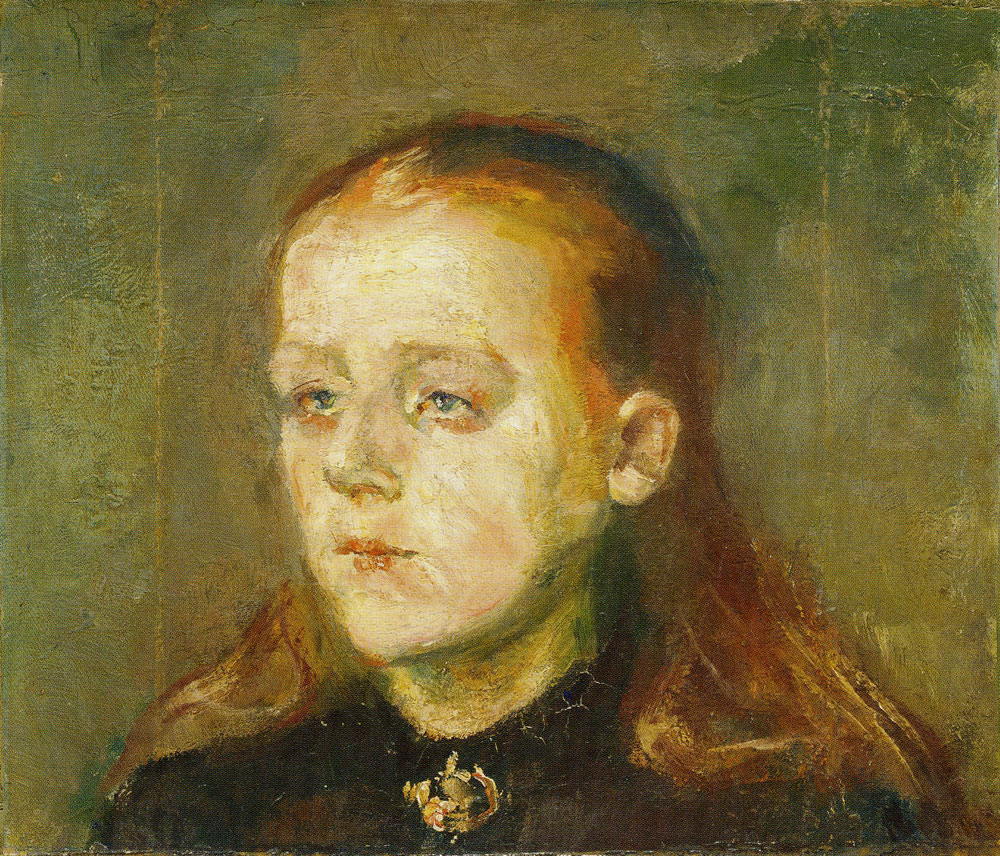
Edvard Munch: Betzy Nilsen (1887), Öl auf Leinwand, 25,5 × 29 cm, 1993 gestohlen aus der Norwegischen Nationalgalerie

Zum Anlass für das Bild Das kranke Kind wurde Munchs Begegnung mit der elfjährigen Betzy Nielsen bei einem Krankenbesuch seines Vaters, wo das Mädchen verzagt am Krankenbett ihres Bruders saß. Sie wurde zum Vorbild des kranken Kindes, während Munchs Tante Karen Bjølstad für die Mutterfigur Modell stand. Das Bild entstand im Winter 1885/86 in der familiären Wohnung in Oslo. Der Malprozess war äußerst langwierig. Munch beschrieb, dass er versuchte, eine Stimmung einzufangen, die ihm bei der Arbeit immer wieder verlorenging: „Das Bild malte ich wiederholt im Laufe eines Jahres – kratzte es wieder aus – ließ es in Farben verfließen – und versuchte immer wieder, den ersten Eindruck einzufangen – die durchsichtig blasse Haut – den bebenden Mund – die zitternden Hände“. Am Ende begnügte er sich laut Hans Jæger damit, dass das Bild eine „Skizze“ blieb, und unter diesem Titel präsentierte er es auf der 5. Herbstausstellung 1886 in Oslo, zu der ihm die Juroren Krohg und Jæger verholfen hatten. Reinhold Heller beschrieb das Ergebnis als ein „verstümmeltes Relikt“ eines sowohl physischen wie psychischen Kampfes des Malers, das im Bild regelrechte Narben hinterlassen habe.

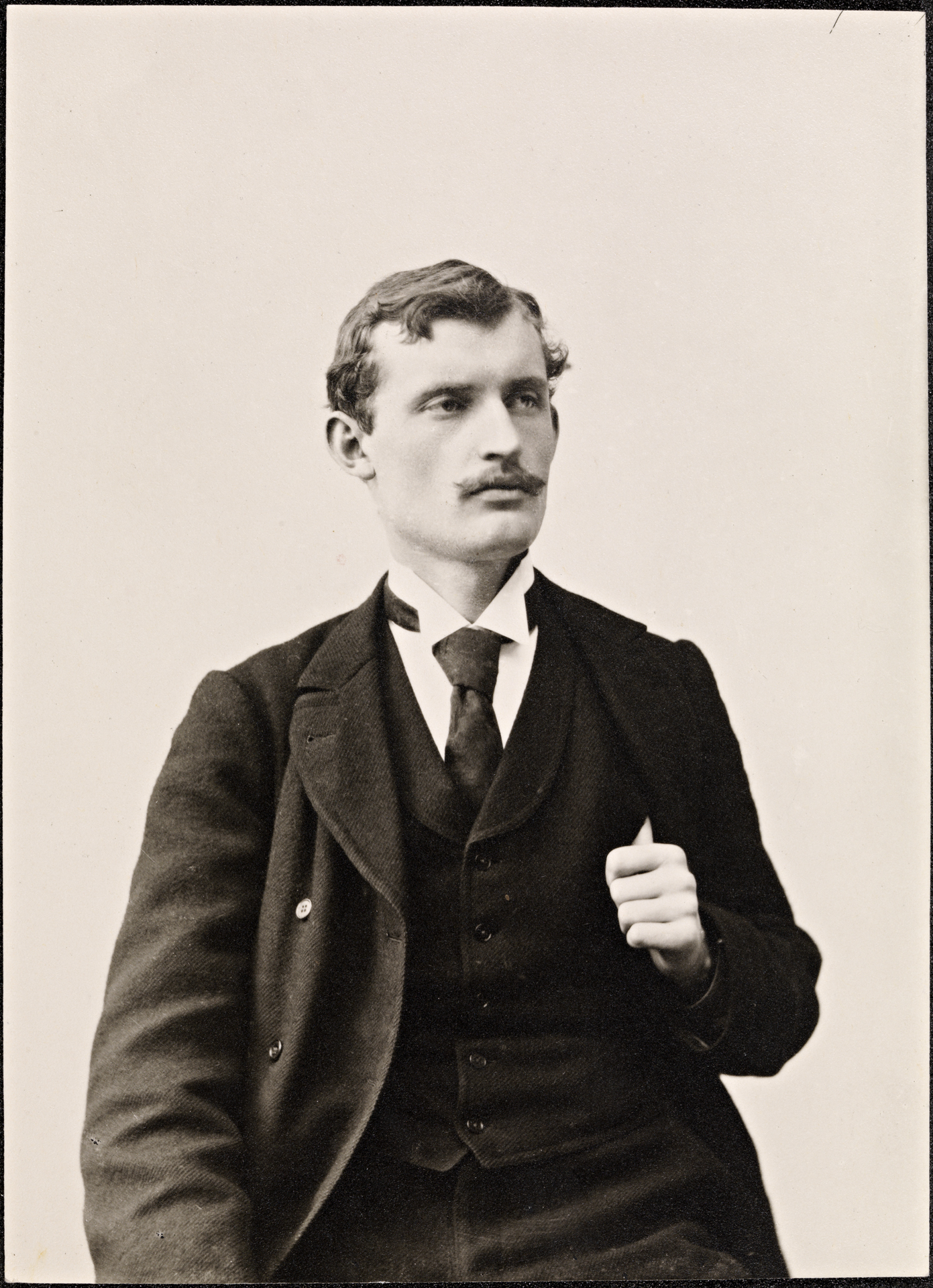
Edvard Munch (ca. 1889)

Die Reaktionen waren derart heftig, dass Munch rückblickend urteilte: „Kein Gemälde hat in Norwegen so viel Ärgernis erregt.“ Im Saal herrschte „Geschrei und Gelächter“. In der Presse las man später Urteile wie „Schweinerei“, „Skandal“, „Fischbrei mit Hummersoße“ (Norske Intelligenssedler), „Narretei“ und „halbfertiger Entwurf“ (Morgenbladet), „roh ausgeführt“ (Aftenposten) und „Humbugmaler“. Der Naturalist Gustav Wentzel brachte die Kritik auf den Nenner: „Du malst wie ein Schwein, Edvard. So kann man Hände nicht malen. Sie sehen aus wie Vorschlaghämmer.“ Ähnliche Kritik, die seine Abkehr von Naturalismus und anatomischer Genauigkeit als Angriff auf Sitte und Anstand begriff, begleitete Munch durch viele Jahre seiner Karriere. Andreas Aubert warf Munch vor, es sich mit seiner Selbstentwicklung zu leicht zu machen, und selbst sein Fürsprecher Jæger riet dem Maler, sich in Zukunft nicht mehr an solch ambitionierten Themen zu versuchen, so lange seine Technik dafür noch unzureichend sei.
Trotz der negativen Aufnahme bedeutete Das kranke Kind für Munch nach seinen eigenen Worten einen „Durchbruch“, dem die meisten seiner späteren Werke ihre Entstehung verdankten: „Es ist vielleicht mein bedeutendstes Bild“. Stilistisch markierte es einen ersten Bruch mit dem Impressionismus: „Ich suchte nach Expressivität (Expressionismus).“ Dabei lag laut Uwe M. Schneede der Aufruhr, den das Bild erzeugte, nicht in dem konventionellen und zeitgeistigem Motiv, sondern in der „Umformulierung von Farbe und Leinwand zum Gegenstand, in dem sich Persönliches ohne Umwege einschreibt: der Bildkörper als Auffänger des Innern“ ganz im Sinne von Munchs oft zitierter Formel „Ich male nicht, was ich sehe – sondern was ich sah“.
Das Originalbild überließ der Maler seinem Fürsprecher Christian Krohg. Über Umwege gelangte es 1931 in die Norwegische Nationalgalerie. Eine zweite Fassung malte er 1896 im Auftrag des Fabrikanten Olaf Schou. Im gleichen Jahrzehnt muss Munch auch das Original noch einmal überarbeitet haben, wie Arne Eggums Vergleich mit einer alten Fotografie belegt. Zudem fertigte er eine Serie von acht Kaltnadelradierungen mit dem gleichen oder leicht veränderten Motiv an. Die Beschäftigung mit dem Motiv ließ den Maler zeit seiner Karriere nicht los, und er malte rund alle zehn Jahre eine neue Version des Bildes (mit Ausnahme der 1910er Jahre, in denen sich kein Bild nachweisen lässt, siehe auch die Liste der Gemälde von Edvard Munch). Dabei sind Munchs Varianten keine bloßen Kopien des Originals, sondern er wendet jeweils einen deutlich gewandelten Stil am selben Motiv an. Er erklärte dazu, dass er mit seiner „früheren Periode Verbindungen anknüpfen wollte“, denn ein Motiv, „mit dem ich ein ganzes Jahr gekämpft habe, ist nicht mit einem einzigen Gemälde erledigt.“

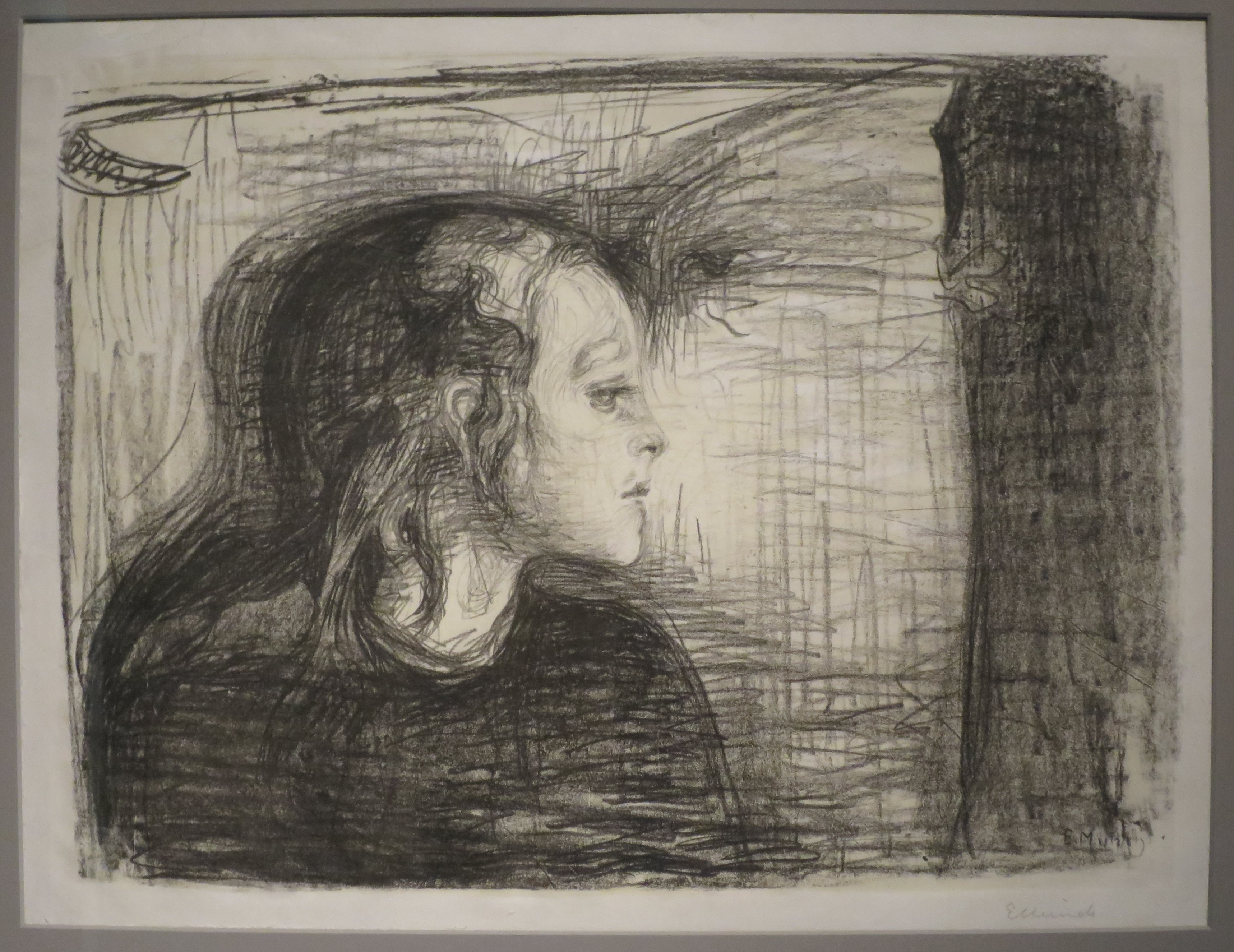
Lithografie von 1896, Kunstmuseum Bergen
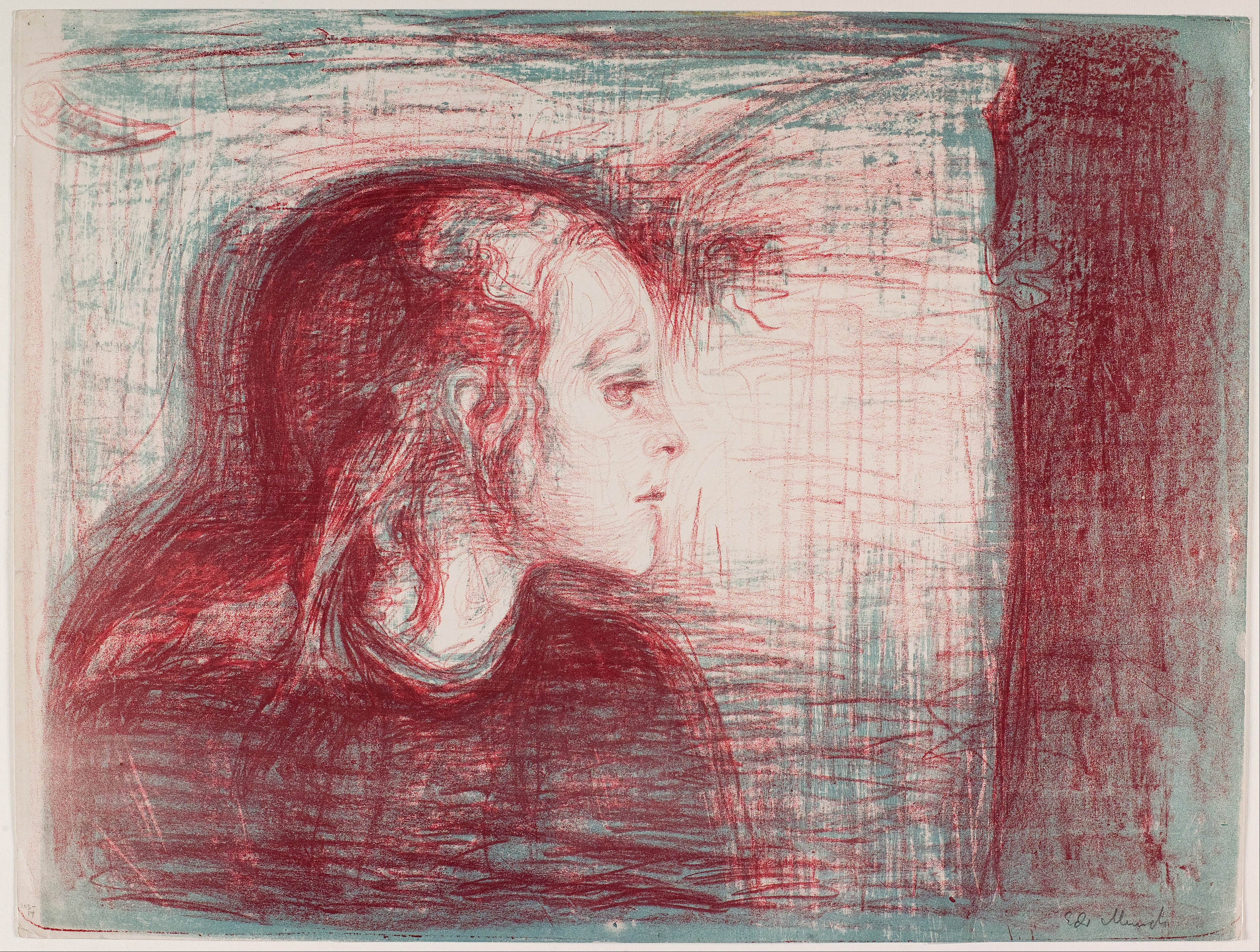
Lithografie von 1896, Munch-Museum Oslo
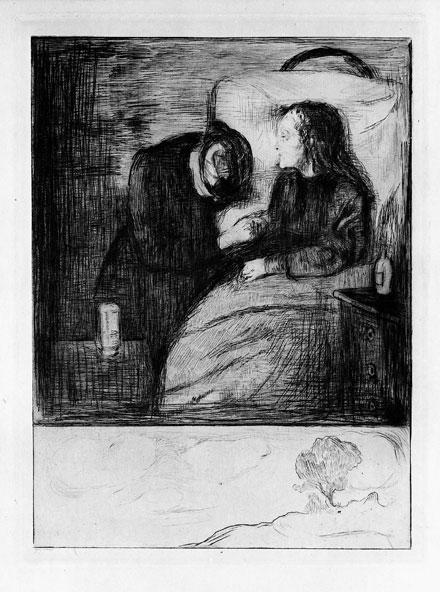
Kaltnadelradierung von 1895, British Museum London
Kaltnadelradierung von 1895, Thielska galleriet Stockholm

## Gemäldefassungen
1. Norwegische Nationalgalerie, Oslo: 1885/86, zum Teil übermalt in den 1890ern.
2. Kunstmuseum Göteborg: 1896, gemalt in Paris im Auftrag des Fabrikanten Olaf Schou.
3. Thielska galleriet, Stockholm: 1907, gemalt in Warnemünde im Auftrag des Kunstsammlers Ernest Thiel.
4. Tate Gallery, London: 1907, vermutlich ebenfalls in Warnemünde entstanden, früher auf 1916 geschätzt; ursprünglich im Besitz der Staatlichen Gemäldesammlung Dresden, in der Zeit des Nationalsozialismus konfisziert und verkauft.
5. Munch-Museum Oslo: 1925 oder früher, zum Teil auch auf 1916 geschätzt, jedoch erst 1925 nachgewiesen.
6. Munch-Museum Oslo: 1927, nachträglich mit Datum 1926 signiert.[25]